# ×Aegilotriticum grenieri
×Aegilotriticum grenieri là một loài thực vật có hoa trong họ Hòa thảo. Loài này được (C.Richt.) P.Fourn. miêu tả khoa học đầu tiên năm 1935.